# Ardisia albipedicellata
Ardisia albipedicellata är en viveväxtart som beskrevs av C.L. Lundell. Ardisia albipedicellata ingår i släktet Ardisia och familjen viveväxter. Inga underarter finns listade i Catalogue of Life.